# Appleseed (OVA)
Appleseed (アップルシ-ド Appurushîdo?) är en cyberpunk-OVA som är löst baserad på mangaserien med samma namn skapad av Masamune Shirow. Den utspelar sig i framtiden, och producerades av Bandai Visual 1988 och animerades av Gainax.

### Fotnoter
1. ↑  ”Appleseed” (på engelska). TV Tropes. http://tvtropes.org/pmwiki/pmwiki.php/Manga/Appleseed. Läst 30 april 2015.